# Prezydenci Serbii i Czarnogóry
Prezydenci Serbii i Czarnogóry byli wybierani od 2003 roku, czyli od powstania Serbii i Czarnogóry. Do 2003 roku krajem rządzili prezydenci Jugosławii.

## Lista prezydentów
| # | Imię i Nazwisko             | Portret          | Kadencja     | Kadencja       | Partia polityczna | Partia polityczna |
| # | Imię i Nazwisko             | Portret          | Od           | Do             | Partia polityczna | Partia polityczna |
| - | --------------------------- | ---------------- | ------------ | -------------- | ----------------- | ----------------- |
| 1 | Svetozar Marović (ur. 1955) | Svetozar Marović | 7 marca 2003 | 3 czerwca 2006 |                   | DPS               |

5 czerwca 2006 roku, po proklamowaniu niepodległości przez Czarnogórę (3 czerwca 2006) parlament Serbii uznał Serbię za prawnego kontynuatora państwowości Serbii i Czarnogóry.